# Rivista di filosofia neo-scolastica
La Rivista di filosofia neo-scolastica è una rivista trimestrale di filosofia fondata a Milano nel 1909 e pubblicata dalla casa editrice Vita e Pensiero.

## Storia
La Rivista di Filosofia Neo-Scolastica nacque il 13 gennaio 1909, da una idea di Giulio Canella, Agostino Gemelli, Giovanni Battista Coris e Giuseppe Zamboni e pubblicata a cura di un gruppo di studiosi cui facevano capo Canella e Gemelli: la fondazione di una rivista filosofica fu il primo passo per il progetto della fondazione di un'Università Cattolica, che si realizzerà nel 1922.
Da allora, la rivista è stata espressione della Scuola neo-scolastica milanese e strumento della diffusione delle sue ricerche storiografiche e teoriche ma nel corso della sua storia l'ambito degli interessi affrontati e il numero degli autori coinvolti si è molto ampliato, ospitando orientamenti e temi diversi.
È stata diretta da Agostino Gemelli, Francesco Olgiati, Sofia Vanni Rovighi, Adriano Bausola, Alessandro Ghisalberti. Dal 2012 il direttore è Massimo Marassi.

## Argomenti
Ideali punti di partenza della Rivista furono l'enciclica Aeterni Patris di Leone XIII e il movimento di Lovanio di Desiré Mercier. Lo scopo principale della Scuola di Milano non era tanto aggiornare o rivedere le posizioni tomiste, bensì dare vita a una corrente di pensiero nuova, capace di imporsi nel dibattito con tutti i movimenti scientifici e filosofici mondiali, assimilandone attivamente gli elementi condivisibili senza rischiare di adattarvisi passivamente.
Contro il positivismo, per esempio, si valorizzano il ruolo e i risultati del metodo scientifico per la filosofia, insistendo sull'innegabilità del dato di esperienza, che non è necessariamente sempre sensibile e verificabile. Fu a partire dal successivo confronto col neoidealismo, dominante in Italia con Croce e Gentile, che venne perfezionandosi una visione ispirata alla prospettiva scolastica, ma anche attenta alle sue radici greche e agli sviluppi del pensiero moderno: nell'ambito gnoseologico in particolare Sofia Vanni Rovighi recuperò (seguendo anche la fenomenologia di Husserl) la nozione già medievale di intenzionalità, e nell'ambito metafisico Gustavo Bontadini tentò di superare l'antinomia tra trascendenza e immanenza, partendo dalla nozione di "unità dell'esperienza" per arrivare all'Assoluto. La Rivista ospitò la polemica ingaggiata tra Bontadini e il suo allievo Emanuele Severino, che esplicitando il dissenso nei confronti del maestro maturò la propria posizione neoparmenidea.